# 梶浦勇輝
梶浦 勇輝（かじうら ゆうき、2004年1月2日 - ）は、東京都港区出身のプロサッカー選手。Jリーグ・FC今治所属。ポジションはミッドフィールダー。

## 来歴
FC東京のアカデミー出身。U-15深川時代には高円宮杯 JFA 全日本U-15サッカー選手権大会を制した。U-18チームに所属していた2020年11月、2種登録選手としてトップチームに登録された。
2021年もトップチームに登録され、5月19日のルヴァンカップ・大分トリニータ戦でトップチームデビューを果たした。9月20日、2022年シーズンからのトップチーム昇格内定が発表された。
2022年よりユースからトップチームに昇格した。7月6日、第20節の北海道コンサドーレ札幌戦で初先発でJ1デビューを果たした。
2023年よりツエーゲン金沢への育成型期限付き移籍が発表された。2024年も育成型期限付き移籍が延長された。また2年連続で副キャプテンを任された。
2025年からはFC今治へ育成型期限付き移籍が発表された。移籍1年目ながら副キャプテンになる。

## 所属クラブ
- 2011年 - 2016年 FCトリプレッタ渋谷 (港区立高輪台小学校)
- 2016年 - 2019年 FC東京U-15深川 (東海大学付属高輪台中等部)
- 2019年 - 2021年 FC東京U-18 (東海大学付属高輪台高等学校)
  - 2020年11月 - 2021年  FC東京(2種登録選手)
- 2022年 -  FC東京
  - 2023年 - 2024年  ツエーゲン金沢(育成型期限付き移籍)
  - 2025年 -  FC今治(育成型期限付き移籍)

## 個人成績
| 国内大会個人成績 | 国内大会個人成績 | 国内大会個人成績 | 国内大会個人成績 | 国内大会個人成績 | 国内大会個人成績 | 国内大会個人成績 | 国内大会個人成績 | 国内大会個人成績 | 国内大会個人成績 | 国内大会個人成績 | 国内大会個人成績 |
| 年度             | クラブ           | 背番号           | リーグ           | リーグ戦         | リーグ戦         | リーグ杯         | リーグ杯         | オープン杯       | オープン杯       | 期間通算         | 期間通算         |
| 年度             | クラブ           | 背番号           | リーグ           | 出場             | 得点             | 出場             | 得点             | 出場             | 得点             | 出場             | 得点             |
| 日本             | 日本             | 日本             | 日本             | リーグ戦         | リーグ戦         | リーグ杯         | リーグ杯         | 天皇杯           | 天皇杯           | 期間通算         | 期間通算         |
| ---------------- | ---------------- | ---------------- | ---------------- | ---------------- | ---------------- | ---------------- | ---------------- | ---------------- | ---------------- | ---------------- | ---------------- |
| 2021             | FC東京           | 43               | J1               | 0                | 0                | 1                | 0                | 0                | 0                | 1                | 0                |
| 2022             | FC東京           | 43               | J1               | 3                | 0                | 4                | 1                | 1                | 0                | 8                | 1                |
| 2023             | 金沢             | 17               | J2               | 39               | 0                | -                | -                | 1                | 0                | 40               | 0                |
| 2024             | 金沢             | 6                | J3               | 38               | 8                | 0                | 0                | 1                | 0                | 39               | 8                |
| 2025             | 今治             | 6                | J2               | 0                | 0                | 0                | 0                | 0                | 0                | 0                | 0                |
| 通算             | 日本             | 日本             | J1               | 3                | 0                | 5                | 1                | 1                | 0                | 9                | 1                |
| 通算             | 日本             | 日本             | J2               | 39               | 0                | -                | -                | 1                | 0                | 40               | 0                |
| 通算             | 日本             | 日本             | J3               | 38               | 8                | 0                | 0                | 1                | 0                | 39               | 8                |
| 総通算           | 総通算           | 総通算           | 総通算           | 80               | 8                | 5                | 1                | 3                | 0                | 88               | 9                |

- 2020年・2021年は2種登録選手。2020年は2種登録選手としての公式戦出場無し。

- Jリーグ初出場 - 2022年7月6日 J1第20節 vs北海道コンサドーレ札幌（味スタ）
- Jリーグ初得点 - 2024年3月24日 J3第6節 vsSC相模原（ゴースタ）

## タイトル

### クラブ
FC東京U-15深川
- 高円宮杯 JFA 全日本U-15サッカー選手権大会：（2018年）

### 個人
- 月間ヤングプレーヤー賞(2024年5月)[12]

## 代表歴
- U-15日本代表
  - EAFF U15ボーイズトーナメント（2018年）
  - AFC U-16選手権・予選（2019年）
  - SPORTCHAIN CUP ALBIR（2019年）
- U-16日本代表
  - SBSカップ 国際ユースサッカー（2020年）